# Radnice v Benfeldu
Radnice v Benfeldu je stavba v alsaské obci Benfeld. Byla postavena v roce 1531 na náměstí. Věž, která nahradila schodiště, byla přistavěna roku 1619. V následujících století proběhly další stavební úpravy. Na fasádě byla původně socha Panny Marie s dítětem (odstraněna roku 1795). Na věži je orloj z 19. století od Jean-Baptista Schwilguého se sochami smrtky a vojáka.
Radnice byla zařazena mezi historické památky v roce 1929.